# 少年ケニヤの友
少年ケニヤの友（しょうねんケニヤのとも）は思想、宗教及び信条を越え、ケニア国を中心とするアフリカの孤児および経済的に恵まれない家庭の子どもたちの自立、将来への成長を支援するNPO法人である。2016年、活動を終了し、解散した。

## 活動内容

### 物資援助
日本から募金を募り現地の孤児院への援助および食糧援助に用いる。
現地でチャリティーコンサートを開き孤児院へ援助。

### 奨学金
優秀だが孤児あるいは一人親家庭のため進学できない子供に対し25年間で延べ2000人以上に中等学校の奨学金を給付。

### 物資輸送
ピアノ、オルガン等、文房具、中古ミシン、衣類をケニアに輸送。輸送は海事国際協力センターの支援で行なったものと、少年ケニヤの会が自前で行うものがある。

### かまどの普及
岸田袈裟が普及につとめた Kamado Jiko (旧名称: エンザロ・ジコ)について引き続きフォローアップを行っている。

### 図書館の開設
エンザロ村、および、シャンダ小学校で児童図書館（ドリームライブラリー）を開設。

### ボランティアの派遣
自費でボランティアが渡航し現地の孤児院、学習指導、洋裁教室の支援を行う。

### 書籍の発行
- 『アフリカを知る―15人が語るその魅力と多様性』少年ケニヤの友東京支部編、スリーエーネットワーク、2000年、ISBN 978-4883191529
- 『私のアフリカ』清水孝著、少年ケニヤの友東京支部・多摩アフリカセンター編集・発行、2007年。[注釈 2]
- 『アフリカに暮らして―ガーナ、カメルーンの人と日常』 多摩アフリカセンター、少年ケニヤの友東京支部共著、春風社、2012年、ISBN 978-4861103124
- 『ケニアへかけた虹の橋　30年の国際ボランティア活動』 NPO法人「少年ケニヤの友」編、春風社、2016年、ISBN 978-4861104855

## 主な沿革
- 1979年： ケニア・ナイロビ在住の岸田夫妻がトーマス・バナード[注釈 3]孤児院を中心に個人的な援助活動を始める。[8]

- 1983年： 地方の孤児院へ援助を拡大。[8]

- 1985年10月： 岸田夫妻が続けてきた個人的な援助に対し日本から支援を送るため小樽の病院の一室を窓口にして少年ケニヤの会を設立。[8]

- 1986年： トーマス・バナードおよびナイロビの他2孤児院を援助[9]

- 1987年： モンバサの12孤児院を援助[9]

- 1988年： Ngong Hills(en)の4孤児院を援助[9]

- 1988-1999年： 食料援助[9]

- 1999年 - 2002年： 外務省の支援を受け、医療事業を進める。[10]

- 2002年： 日本郵政公社の支援を受け、ママンギナ幼稚園へ園児バス寄贈[10]

- 2004年： さくまゆみこ、沢田としきらと協力し、エンザロ村に児童図書館を開設。[11][12][7]
- 2004年： 特定非営利活動法人少年ケニヤの友として認証される。[13]

- 2004年 - 2005年： トヨタ環境活動助成プログラム、イオン環境財団、ロータリークラブの支援を受け、カカメガフォレストの保全・環境教育・保健衛生教育・薬草植林を進める。[10]

- 2004年 - 2010年： イオン環境財団の支援を受け、湧水井戸設置を進める。通算43箇所に井戸を設置。[10]

- 2005年： 外務省、トヨタ環境活動助成プログラム、イオン環境財団、ロータリークラブの支援を受け、ニャンザ州スバ県のエイズ実態調査を進める。[10]

- 2006年： 外務省の支援を受け、ムファンガ島にVCTセンター[注釈 4]を開設。[10]

- 2006年 - 2010年： 外務省、阿部建設の支援を受け、小学校地域対抗サッカー大会を開催。[10]

- 2007年： 外務省の支援を受け、小群島での巡回VCT・巡回検診・栄養指導セミナーを進める。[10]

- 2007年： 岸田袈裟副理事長が30年に渡りアフリカで衛生指導・生活改善・かまど普及・乳幼児の死亡率減少で成果を上げた功績により、第14回読売国際協力賞を受賞。[14][15]

- 2007年 - 2009年： 日本経団連自然保護基金の支援を受け、カカメガの森固有動植物種保全・環境教育・人材育成プロジェクトを進める。[16][10]

- 2008年： アフリカ子どもの本プロジェクトと協力し、ケニアのカカメガ(en)地区にあるシャンダ小学校に児童図書館を開設。[10][17][7]

- 2008年： 外務省の支援を受け、キボギ島に幼稚園兼多目的施設を開設。[10]

- 2009年： 外務省の支援を受け、エイズ啓蒙普及プロジェクトを進める。[10]

- 2009年： 千葉峻三理事長が北海道の医学の発展と国際協力の推進に多大の貢献をした功績により、北海道功労賞を受賞。[注釈 5]

- 2009年 - 2011年： トヨタ環境活動助成プログラムの支援を受け、東アフリカ草の根森林保全交流プロジェクトを進める。[18]

- 2009年4月 - 2012年3月： 三井物産環境基金の支援を受け、森と命の家プロジェクトを進める。[19]

- 2011年11月： 外部支援の両プロジェクト終了後に事務局の連絡先を東京に移転する事を理事会で決定。[20]

- 2012年5月： 日本人スタッフが駐在していたケニアのキスム事務所を閉鎖。[21]

- 2012年6月： キスム事務所のスタッフが結成した新NGOのDRESCHICO (Dream Shoots For Children AndCommunity Empowerment: 子ども達とコミュニティ活性化のための夢の新芽)にケニア国内での活動を引き継ぐ。[22][注釈 6]

- 2012年8月： インターネット上での情報発信手段をホームページからブログに移行。[注釈 7][注釈 8]

- 2012年： 事務局の連絡先を東京都内に移転。[注釈 9]本部は引き続き北海道小樽市に設置。[23]
- 2016年： 特定非営利活動法人少年ケニヤの友を解散。[24]事務局を閉鎖。